# Struma
Struma (bolgarsko Струма, grško Στρυμόνας, latinizirano: Strimonas) je reka na Balkanskem polotoku, dolga 415 kilometrov. Teče skozi zahodno Bolgarijo in severno Grčijo, njeno porečje pa zajema tudi del ozemlja Srbije (pritok Dragovištica) in Severne Makedonije (pritok reka Strumica, bolgarsko Strumešnica).
V svojem srednjem toku, kjer teče po Blago(j)evgrajski pokrajini, znani tudi kot Pirinska Makedonija, je Struma hitra reka z velikim povprečnim naklonom in na svoji poti ustvarja številne soteske. Vanjo se izliva 42 pritokov, večinoma gorskih rek. Ob njenem zgornjem toku v Bolgariji ležijo nekdaj pomembne zaloge premoga. V spodnjem toku v Grčiji teče po pomembnem poljedelskem področju, kjer je pomemben vir vode za namakanje.
V antični grščini se je reka imenovala Strimōn (Στρυμών), izpeljano preko tračanščine iz praindoevropskega *srew- »potok«. Ime Strimon je bilo v grški mitologiji hidronim, ki se je nanašal na bajeslovnega tračanskega kralja, ki naj bi utonil v reki.

## Tok
Struma izvira na južnem pobočju pogorja Vitoša, 600 metrov od njegovega najvišjega vrha. Prvih 20 kilometrov teče proti jugozahodu skozi globoko gozdnato dolino, nato zavije proti severu in se razširi v akumulacijsko jezero Studeni, ustvarjeno v 1950. letih za potrebe oskrbe z vodo. Teče skozi središče mesta Pernik, nakar zavije proti jugozahodu in vstopi v akumulacijsko jezero Pčelina. Pot nadaljuje skozi 20 kilometrov dolgo Zemensko sotesko in v smeri jugovzhoda skozi kotlino Kjustendila, kjer je obdana s protipoplavnimi nasipi. Po pritoku reke Elešnice vstopi v Skrinsko sotesko, dolgo 28 kilometrov. Pri mestu Boboševo za izlivom reke Džerman zavije proti jugu in do izstopa iz Bolgarije obdrži smer, medtem ko izmenično teče skozi kotline in soteske ob vznožju gorovij Rila, Belasica, Pirin in Slavjanka.
Po 4-kilometrski Kočerinovski soteski Struma priteče v Blagoevgradsko kotlino in teče po obrobju Blagoevgrada. Južno od mesta prečka 8-kilometrsko Oranovsko sotesko, mestece Simitli in Kresensko sotesko, dolgo 25 kilometrov in znano po biotski raznovrstnosti. Za Kresensko sotesko Struma priteče na široko Sandansko-Petričko polje, kjer upočasni tok. Struma zapusti Bolgarijo blizu kraja Kulata, kjer poteka tudi cestna in železniška povezava med državama. Z 290 kilometri toka v Bolgariji je Struma šesta najdaljša reka v tej državi za Donavo, Iskrom, Tundžo, Marico in Osmom.
Po vstopu v Grčijo Struma teče skozi 10-kilometrsko Rupelsko sotesko, ki jo je izdolbla med Belasico in Sengelsko goro. Iz soteske priteče na položno nižino, kjer sta iz nje speljana dva namakalna kanala. Na nekdanjem obsežnem močvirnatem površju reka tvori umetno jezero Kerkini (Butkovsko jezero), ki je zaradi izjemne ptičje raznovrstnosti zaščiteno kot ramsarsko mokrišče. Reka se izliva v Egejsko morje v Strumiškem ali Orfanskem zalivu, nedaleč od ostankov antičnega grškega mesta Amfipolis.
- Struma v Perniku
- Umetno jezero Pčelina
- Kadin most čez Strumo v kraju Nevestino
- Izliv Strume v Egejsko morje